# Elguja Grigalashvili
Elguja Grigalashvili (in georgiano ელგუჯა გრიგალაშვილი?; Tbilisi, 30 dicembre 1989) è un calciatore georgiano, centrocampista svincolato.